# Marco De Tullio
Marco De Tullio (Bari, 21 de septiembre de 2000) es un deportista italiano que compite en natación, especialista en el estilo libre.
Ganó dos medallas en el Campeonato Europeo de Natación, en los años 2021 y 2022, y una medalla de bronce en el Campeonato Europeo de Natación en Piscina Corta de 2021.
Participó en los Juegos Olímpicos de Tokio 2020, ocupando el quinto lugar en la prueba de 4 × 200 m libre.

## Palmarés internacional
| Campeonato Europeo                  | Campeonato Europeo | Campeonato Europeo | Campeonato Europeo |
| Año                                 | Lugar              | Medalla            | Prueba             |
| ----------------------------------- | ------------------ | ------------------ | ------------------ |
| 2021                                | Budapest (Hungría) | Medalla de bronce  | 4 × 200 m libre    |
| 2022                                | Roma (Italia)      | Medalla de plata   | 4 × 200 m libre    |
| Campeonato Europeo en Piscina Corta |                    |                    |                    |
| Año                                 | Lugar              | Medalla            | Prueba             |
| 2021                                | Kazán (Rusia)      | Medalla de bronce  | 400 m libre        |